# Sleeping Dogs (computerspel)
Sleeping Dogs is een action-adventure/openwereldspel ontwikkeld door United Front Games in samenwerking met Square Enix London Studios en uitgegeven door Square Enix. Het computerspel werd op 13 augustus 2012 uitgebracht op Steam, waarop het spel de volgende dag in Noord-Amerika werd uitgebracht en een aantal dagen later in de rest van de wereld voor Windows, PlayStation 3 en Xbox 360. In Europa kwam het spel op 17 augustus 2012 uit. Op 10 oktober 2014 is Sleeping Dogs: Definitive Edition uitgekomen voor de PlayStation 4, Windows en de Xbox One. Deze versie heeft een hogere grafische kwaliteit en bevat alle downloadbare inhoud van het spel.
In het openwereldspel infiltreert de speler als undercoveragent Wei Shen een Chinese Triade om zo de maffiapraktijken van deze criminele organisatie te ontregelen. Wei begint onderaan de ladder van de Triade, waardoor hij het vuile werk voor de criminelen moet opknappen.
Sleeping Dogs stond voorheen bekend als True Crime: Hong Kong, maar maakt wegens een rechtenkwestie geen deel meer uit van de True Crime-serie. Activision Blizzard stopte de productie van het spel in 2011 wegens hoge kosten, waarna de productiemaatschappij Square Enix het stokje overnam en het spel omdoopte in Sleeping Dogs.

## Verhaal
Het verhaalt speelt zich af in Hongkong. Wei Shen, de hoofdpersoon van dit verhaal, is een undercoveragent die moet infiltreren in de gangs die zich verschuilen in de achterbuurten van deze Aziatische stad. Wei wordt, nadat hij is teruggekeerd uit de Verenigde Staten, opgepakt bij een drugsdeal en in de gevangenis geplaatst. Aldaar komt hij een oude bekende, Jackie Ma, tegen, die hem vertelt dat hij een goed woordje voor hem gaat doen, mits hij weer wil terugkeren in de gang.
Naderhand wordt Wei apart genomen door zijn politiechef, die hem vertelt dat hij deze kans moet grijpen om zijn oude gang te infiltreren. Nadat de speler dit verzoek aanneemt, wordt Wei losgelaten in de gigantische stad, met als doel zowel de politie als de Triads tevreden te houden.

## Gameplay
Sleeping Dogs wordt gespeeld vanuit een derde persoons perspectief. Te voet heeft de speler de mogelijkheid om te lopen, te rennen, te springen, te klimmen (over obstakels) en te zwemmen, maar ook gebruik te maken van wapens en vechtsporten. Spelers kunnen tevens een verscheidenheid aan voertuigen besturen, waaronder auto's, boten, en motoren.
Het vechtsysteem draait om de hand-to-hand gevechten, vergelijkbaar met  Batman: Arkham Asylums "Freeflow" vechtsysteem. Tijdens het rijden kan de speler andere auto's kapen, uit de auto springen en vanuit de auto schieten.
Tussen missies door, kunnen spelers de hele stad verkennen: er is hier geen sprake van zogenaamde "unlock"-delen - missies in de verhaallijn waardoor bepaalde delen in de stad vrij komen. De speler kan diverse activiteiten doen, waaronder carjacking, lid worden van een fight club, karaoke zingen, gokken tijdens de hanengevechten en deelnemen aan straatraces. Er zijn ook verschillende mogelijkheden om te daten met vriendinnen. Succesvolle afrondingen van secundaire missies geeft de speler beloningen. Opvallend aan het spel is dat de meeste personages Engels en Chinees spreken, soms door elkaar heen. Sommigen spreken zelfs helemaal geen Engels, zoals Winston's moeder. 
Hoewel het spel geen multiplayermodus bevat, zijn er wel online statistieken, zodat spelers hun scores kunnen vergelijken.
De interface van het spel is voorzien van een ronde minimap in de linkerbenedenhoek van het scherm, die een kleine kaart van de stad en de belangrijkste locaties (safehouses en contactpunten) of doelen weergeeft. Wei's gezondheid wordt door een halfronde meter aan de linkerkant van de minimap getoond, terwijl een andere aan de rechterkant zijn reputatie toont, gelijk aan de bekendere experience points.

### Personages
De cast van het spel is vrij groot. Het hoofdpersonage is rechercheur Wei Shen (Will Yun Lee). Andere belangrijke personages zijn hoofdinspecteur Thomas Pendrew (Tom Wilkinson), Wei's leidinggevende officier Raymond Mak (Byron Mann), Wei's jeugdvriend en Triad-lid Jackie Ma (Edison Chen) en Triadbaas Winston Chu (Parry Shen).
Verdere personages zijn David Wai-Lin "Uncle" Po (James Hong), Amanda Cartwright (Emma Stone), Conroy Wu (Robin Shou), Vivienne Lu (Lucy Liu), Henry "Big Smile" Lee (Tzi Ma), inspecteur Jane Teng (Kelly Hu), Peggy Li (Lindsay Price), Sonny Wo (Chin Han), Sandra (Steph Song), Tiffany Kim (Yunjin Kim) en Ming (Terence Yin).

## Vervolg
Square Enix heeft meerdere malen laten doorschemeren bezig te zijn met een vervolg. Er zou tevens een gratis stand-alone multiplayer versie van Sleeping Dogs uitgebracht worden. De productie van Sleeping Dogs 2 werd echter gestaakt toen United Front Games werd opgeheven. Square Enix heeft laten weten dat er op dit moment geen plannen meer zijn om een vervolg uit te brengen. 